# Habitat II
Habitat II est la seconde Conférence des Nations unies sur les établissements humains, qui s'est tenue à Istanbul en Turquie du 3 au 14 juin 1996. Populairement appelée le "Sommet de la Ville", elle a pour but d’évaluer les progrès des pays membres en matière d’urbanisation depuis la Déclaration de Vancouver d'Habitat I énoncée vingt ans auparavant. Sont discutés et approuvés les objectifs universels d'assurer un logement adéquat pour tous et des établissements humains plus sûrs, des villes plus saines et plus agréables, inspiré par la Charte des Nations unies.

## Historique
Habitat II a été lancée à partir de la Conférence des Nations unies sur l'environnement et le développement de 1992 et la résolution de l'Assemblée Générale A/RES/47/180. Les résultats de cette conférence ont été intégrés dans la Déclaration d'Istanbul et le Programme pour l'Habitat est adopté comme nouveau plan d'action mondial pour réaliser des établissements humains durables. Le Secrétaire général de la Conférence est M. Wally N'Dow.
Les objectifs d'Habitat II : dans le long terme, pour arrêter la détérioration des conditions globales des établissements humains et, finalement, créer les conditions pour l'amélioration du milieu de vie de toutes les personnes sur une base durable, avec une attention particulière aux besoins et aux contributions des femmes et des groupes sociaux vulnérables, dont la qualité de la vie et de la participation dans le développement ont été entravés par l'exclusion et l'inégalité, affectant les pauvres en général ; pour adopter une déclaration générale de principes et d'engagements et de formuler une relative plan d'action mondial capable de guider les efforts nationaux et internationaux à travers les deux premières décennies du siècle prochain.
Un nouveau mandat pour le Centre des Nations unies pour les Établissements Humains (CNUEH (habitat) a été décidé pour soutenir et suivre la mise en œuvre du Programme pour l'Habitat adopté à la Conférence et approuvé par l'Assemblée Générale.
Habitat III va se dérouler à Quito, en Équateur, du 17 au 20 octobre 2016.

## Préparation
Lors du premier comité préparatoire à New York en mars 1993, les délégués sont convenus que l'objectif principal de la Conférence était d'accroître la sensibilisation mondiale au sujet des problèmes et des potentialités des établissements humains comme contribution importante au progrès social et croissance économique, et à engager les dirigeants du monde entier à rendre les villes et villages plus sains, en sécurité, justes et durables. Un rapport complet sur cette première session a été rédigé.
La tenue d' Habitat II est d'abord envisagée du 8 au 16 novembre 1994. Un projet de résolution sur la "Conférence des Nations Unies sur les Établissements Humains (Habitat II)" (A/C. 2/49/L. 27) a d'abord été présenté par les co-organisateurs, l'Algérie, au nom du G-77 et de la Chine, et la Turquie. Après diverses consultations, la résolution adoptée fixe début 1996 pour terminer les travaux préparatoires de la Conférence, avec la deuxième session de fond du comité préparatoire à Nairobi en avril - mai 1995, et la troisième session à New York en février 1996.

## La Déclaration d'Istanbul et le Programme pour l'habitat
L’urgence d’une action immédiate et forte entraîne la proclamation du Programme pour l’habitat ou, en anglais, Habitat Agenda, un plan stratégique adopté par 171 pays et contenant plus de 100 engagements et 600 recommandations. Affirmant que « les villes doivent être un lieu où chacun doit être capable de s’épanouir en dignité, santé, sécurité, bonheur et avec espoir », la déclaration formule également le double objectif actuel d’ONU-Habitat (alors encore Habitat), à savoir, premièrement, l’accès à un logement décent pour tous, et, deuxièmement, le développement durable de tous les établissements humains dans un monde qui s’urbanise toujours davantage. Afin d’améliorer la qualité de vie dans les zones urbaines et les établissements humains, le Programme pour l’habitat met en exergue plusieurs domaines d’intervention prioritaires, tels qu’une planification urbaine avisée ainsi que l’accès universel aux services élémentaires, aux infrastructures efficaces et à des logements convenables. De plus, les préoccupations économiques, sociales, culturelles, spirituelles et écologiques doivent également être intégrées dans les efforts de développement urbain. En préconisant déjà des systèmes décentralisés, le Programme pour l’habitat recommande aux municipalités et autorités locales de renforcer leurs capacités financières et institutionnelles, dans le but de résoudre à leur propre niveau, de manière plus locale et donc plus simple à gérer, les problèmes liés à l’urbanisation et à la croissance démographique. En outre, le Programme pour l’habitat recommande au secteur privé de prendre davantage de responsabilités et de se joindre aux efforts de développement des gouvernements et autorités locales.